# Taphao Thong
Taphao Thong (47 Ursae Majoris b) – planeta pozasłoneczna orbitująca wokół gwiazdy Chalawan (47 Ursae Majoris).

## Nazwa
Nazwa planety została wyłoniona w publicznym konkursie w 2015 roku. Wywodzi się ona z tajskiej ludowej opowieści, w której występowały siostry Taphao Thong i Taphao Kaew. Nazwy planet zaproponowało Tajskie Towarzystwo Astronomiczne (Tajlandia).

## Charakterystyka
Po odkryciu pierwszej planety pozasłonecznej w okolicy gwiazdy podobnej do Słońca, 51 Pegasi b, astronomowie Geoffrey Marcy i R. Paul Butler przeszukiwali swoje dane zgromadzone podczas obserwacji planet pozasłonecznych i szybko odkryli dwie kolejne, 47 Ursae Majoris b oraz 70 Virginis b.
Taphao Thong jest planetą-olbrzymem, o masie 2,5 razy większej niż Jowisz. Jego odległość od głównej gwiazdy jest większa niż odległość Marsa od Słońca. Orbita planety jest prawie kołowa jak w przypadku gazowych olbrzymów w naszym Układzie Słonecznym.
Jeżeli planetę okrążają księżyce, to są prawdopodobnie zbyt zimne, aby mogło na nich istnieć życie, chyba że pod ich powierzchnią występują oceany, podobnie jak na księżycu Jowisza – Europie.